# Aeroport de Nàpols-Capodichino
L'Aeroport de Nàpols-Capodichino "Ugo Niutta" (codi IATA: NAP, codi OACI: LIRN) (en italià: Aeroporto di Napoli-Capodichino "Ugo Niutta") és un aeroport que dona servei a Nàpols. Està localitzat a 5,9 km al nord-est de la ciutat, dins el districte de Capodichino. La seva infraestructura consta de dos edificis terminals: la Terminal 1, utilitzada per als vols comercials programats, i la Terminal 2, utilitzada per als vols xàrter.
L'Aeroport de Nàpols-Capodichino és utilitzat, encara avui en dia, com a base aèria militar per a la Força Aèria Italiana i per la Marina dels Estats Units. L'any 2010, va gestionar 5.584.114 passatgers, i esdevingué el segon aeroport més important del sud de la península Itàlica (després de l'Aeroport de Catània-Fontanarossa) i el setè aeroport més transitat d'Itàlia.

## Aerolínies i destinacions
| Aerolínies                                     | Destinacions |
| ---------------------------------------------- | --- |
| Aer Lingus                                     | de temporada: Dublín |
| Air France                                     | París-Charles de Gaulle |
| Air Italy                                      | Catània, Bèrgam-Orio al Serio, Palerm, Torí, Verona de temporada: Niça, Olbia                                                                           |
| Air Malta                                      | de temporada: Malta |
| Alitalia                                       | Atenes, Bolonya, Catània, Gènova, Milà-Linate, Roma-Fiumicino, Palerm, Torí, Trieste, Venècia-Marco Polo                                                |
| Arkia                                          | de temporada: Tel-Aviv |
| Austrian Airlines                              | de temporada: Viena |
| Blue Air                                       | Bucarest-Băneasa |
| British Airways                                | Londres-Gatwick |
| Brussels Airlines                              | Brussel·les |
| EasyJet                                        | Berlín-Schönefeld, Barcelona, Liverpool, Londres-Gatwick, Londres-Stansted, Madrid, Milà-Malpensa, París-Orly, Venècia-Marco Polo de temporada: Eivissa |
| EasyJet Switzerland                            | Basilea/Mulhouse, Ginebra |
| Europe Airpost                                 | de temporada: Dublín |
| Germanwings                                    | Hannover |
| Globus Airlines                                | de temporada: Moscou-Domodedovo |
| Iberia operat per Air Nostrum                  | Madrid |
| InterSky                                       | de temporada: Friedrichshafen |
| Israir                                         | de temporada: Tel-Aviv |
| Jetairfly                                      | de temporada: Brussel·les |
| Lufthansa                                      | Frankfurt, Milà-Malpensa, Múnic |
| Lufthansa Regional operat per Eurowings        | Düsseldorf |
| Luxair                                         | de temporada: Luxemburg |
| Meridiana                                      | Cagliari, Milà-Linate, Sharm el-Sheikh, Venècia-Marco Polo, Verona de temporada: Heraklion, Nova York-JFK, Olbia                                        |
| Ryanair                                        | Nantes (del 6 d'abril al 26 d'octubre del 2019) |
| Sevenair                                       | Tunis |
| Sun d'Or International Airlines                | de temporada: Tel-Aviv |
| Thomas Cook Airlines                           | de temporada: Brussel·les |
| Thomson Airways                                | de temporada: Birmingham, Bristol, East Midlands, Glasgow-International, Londres-Gatwick, Manchester, Newcastle upon Tyne                               |
| Trawel Fly operat per Astraeus Airlines        | Bèrgam-Orio al Serio, París-Charles de Gaulle |
| Transavia.com                                  | Amsterdam |
| Travel Service Airlines operat per Smart Wings | Praga |
| Turkish Airlines                               | Istanbul-Atatürk |
| Volotea                                        | de temporada: Nantes |
| Vueling                                        | Barcelona |
| Wizz Air                                       | Bucarest-Băneasa, Budapest, Praga |
| XL Airways France                              | de temporada: París-Charles de Gaulle |